# Angarei Island
Angarei Island är en ö i Cooköarna (Nya Zeeland). Den ligger i den norra delen av landet, bredvid ön Aitutaki.